# Nee?
Singles de Aya Matsuura
Sōgen no Hito
(2002) Good Bye Natsuo
(2003)
Nee? ou Ne~e? (ね〜え?) est le 9e single de Aya Matsuura, sorti le 12 mars 2003 au Japon sous le label Zetima, dans le cadre du Hello! Project.

## Présentation
Le single est écrit et produit par Tsunku. Il atteint la 3e place du classement de l'Oricon. Il se vend à 80 857 exemplaires la première semaine, et reste classé pendant 10 semaines, pour un total de 121 776 exemplaires vendus. Il sort également dans une édition limitée, et en format "Single V" (VHS et DVD).
La chanson-titre du single a été utilisée comme thème musical pour une campagne publicitaire pour la marque de shampoing TESSERA de Shiseido. Elle figurera sur le troisième album de la chanteuse X3 de 2004, puis sur la  compilation Aya Matsuura Best 1 de 2005.

## Liste des titres
Toutes les chansons sont écrites et composées par Tsunku.
| 1. | Ne~e? (ね〜え?)                               | Takao Konishi   | 3:31 |
| 2. | Onna no Yūjō Mondai (女の友情問題)            | Shunsuke Suzuki | 3:50 |
| 3. | Ne~e? (Instrumental) (ね〜え? (Instrumental)) | Takao Konishi   | 3:28 |

| 1. | Ne~e? (ね〜え?)                                     |  |
| 2. | Ne~e? (Dance Shot Ver.) (ね〜え? (Dance Shot Ver.)) |  |
| 3. | Making of (メイキング映像)                          |  |

## Interprétations à la télévision
- Musix (2003.03.12)
- Utaban (2003.03.13)
- Best Hit Kayousai (2003.11.29)
- FNS Song Festival (2003.12.03)
- Hey! Hey! Hey! Music Champ (Xmas Special) (2003.12.22)
- The Top Ten Of 2003 (2003.12.30)
- 54e Kōhaku Uta Gassen (2003.12.31)
- CDTV (2003.12.31)
- Yume Ongakukan (2004.06.08)